# Barai jezik
Barai jezik (ISO 639-3: bbb), jedan od četiri barai jezika, šire skupine koiari (transnovogvinejska porodica), kojim govori 800 ljudi (2003 SIL) u provinciji Oro u Papui Novoj Gvineji u selima Umuate, Naokanane, Itokama i Madokoro.
Postoje dva dijalekta, birarie u selu Umuate i muguani. Pismo: latinica.

## Vanjske poveznice
- Ethnologue (14th)
- Ethnologue (15th)